# Skalnik (wieś)
Skalnik – wieś w Polsce, położona w województwie podkarpackim, w powiecie jasielskim, w gminie Nowy Żmigród. Wieś liczy ok. 340 mieszkańców. Leży w dorzeczu górnej Wisłoki.
Miejscowość jest siedzibą parafii św. Klemensa Papieża, należącej do dekanatu Nowy Żmigród, diecezji rzeszowskiej.
W latach 1975–1998 miejscowość administracyjnie należała do województwa krośnieńskiego.

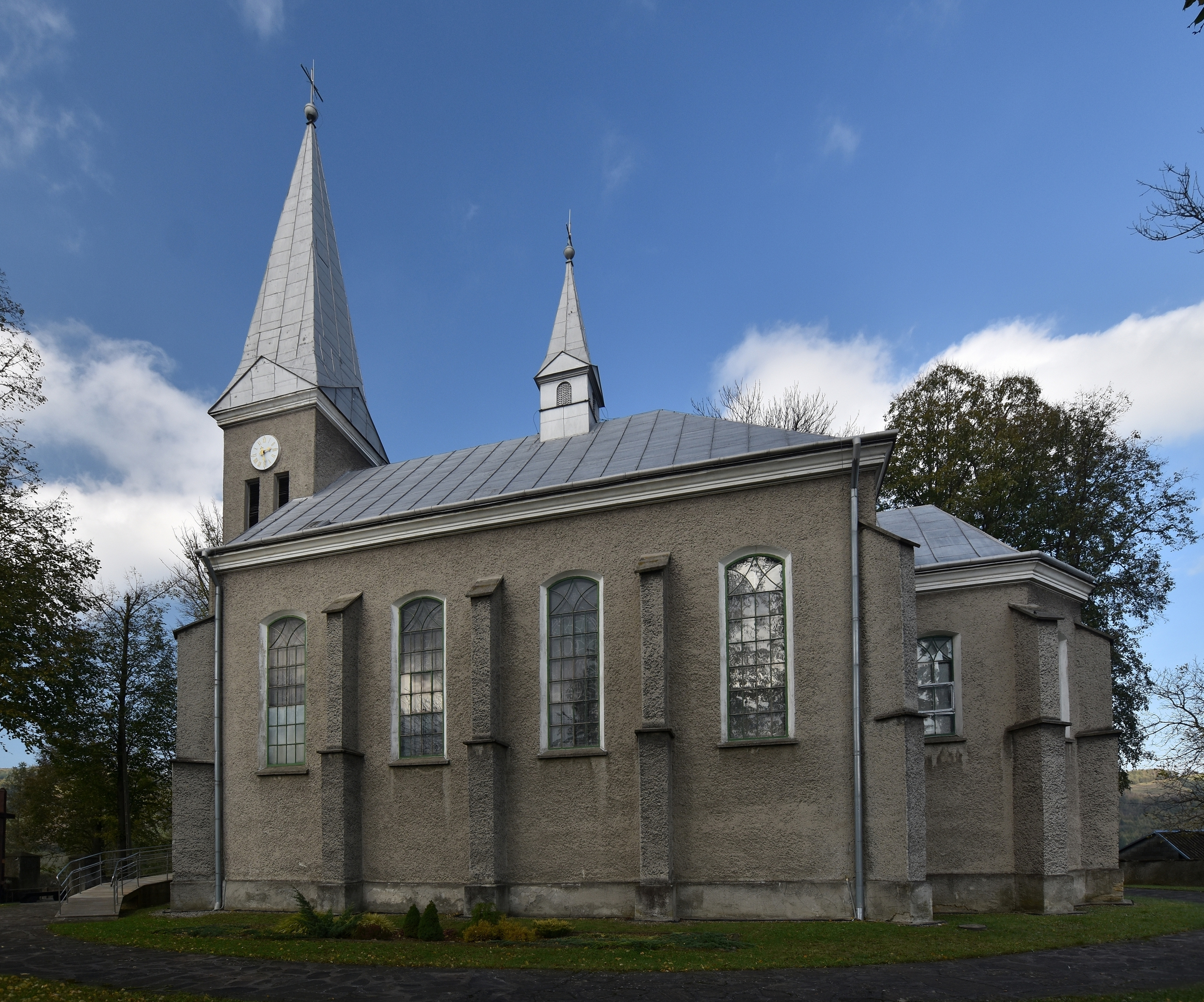
Kościół parafialny